# 見失われた彗星
見失われた彗星（みうしなわれたすいせい、英語: lost comet）は周期彗星のうち出現することが予測されたものの行方不明になってしまった彗星。存在しない、あるいは消えてしまった場合には彗星番号もしくは仮符号にD/が付く。本項目ではこのD/がついた彗星19個のほか、過去に見失われていたが再発見された彗星、直近の観測で観測されなかった彗星についても説明する。なお、次の回帰やこれまで観測されなかった回数は2022年3月現在のことを言う。

## D/のついた彗星
ビエラ彗星 (3D/Biela)

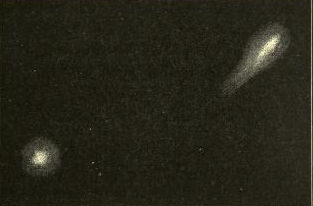
分裂後の1852年に描かれた2つに分かれたビエラ彗星。イタリアの天文学者アンジェロ・セッキにより描かれた。

1826年にドイツのアマチュア天文家、ヴィルヘルム・フォン・ビーラが観測し、周期彗星であると提唱した。1826年以前にも観測されていたが、周期彗星とは認識されていなかった。1839年の回帰で観測されなかったのち1846年の回帰で観測されたが、そのとき異変が起こった。1月の後半ごろ、ビエラ彗星の核は2つに分裂した。両核はともに観測され、次の回帰にあたる1852年の回帰においても観測された。1858年の回帰では観測に不向きであると予測されており、実際に観測もなされなかったが、1865年の回帰では観測に都合がよかったのにもかかわらず観測に成功しなかった。続く1872年、1879年、1886年の回帰でも観測されず、これまでに25回連続で観測されていない。過去の軌道に基づき木下一男が行った計算によると次に回帰してくるのは2023年で、同年10月27日には地球に接近するという。
ブローセン彗星 (5D/Brorsen)
1846年にドイツの天文学者、Theodor Brorsen（英語版）が発見した。公転周期は約5.5年であり観測に都合のよい回帰と悪い回帰が交互に来るため、1851年の回帰では観測されなかった。続く1857年の回帰では姿を見せ、1851年と同様に1862年は観測されず、1868年に再び観測された。木星による重力の影響を受けて摂動したため軌道が変化して周期が減少し、1873年、1879年はともに観測された。うち1879年には地球に接近し、4か月間も観測できた。しかし、観測に不向きな1884年はおろか次の観測に都合の良い1890年も観測されなかった。1895年と1901年もそれぞれ観測に都合が悪い、良いの順であったが観測されず見失われた。のちの計算により1973年は観測に非常に適していると判明したため日本人の天文学者らが捜索に乗り出したが、失敗に終わった。これまでに25回連続観測されておらず、次に回帰してくるのは2023年で、その次の回帰にあたる2028年の回帰では10月23日に接近するという。
パーライン・ムルコス彗星 (18D/Perrine-Mrkos)
1896年にアメリカの天文学者、チャールズ・パーラインが発見した。1903年の回帰では観測されず、1909年の回帰では観測された。1916年の回帰は観測に不向きと考えられ、結果として観測されなかったが、1922年の回帰は観測に適していたにも関わらず観測されなかった。しかし、1955年に長谷川一郎が回帰を予測し、それを基にして再発見することはできなかったものの、チェコの天文学者、アントニーン・ムルコスが偶然再発見した。1962年の回帰、1968年の回帰ではそれぞれ確認されたが、1975年の回帰では観測されず、それ以来7回の回帰で見失われている。存在していた場合、次に回帰してくるのは2026年である。
ヴェストファール彗星 (20D/Westphal)
1852年にドイツの天文学者、Justus Georg Westphal（英語版）が発見した。公転周期は約61年と短周期彗星の中では比較的大きく、ハレー型彗星に分類される。1913年の回帰では観測されたが、1976年の回帰では見失われた。存在していた場合、次に回帰してくるのは2038年である。
ネウイミン第2彗星 (25D/Neujmin)
1916年にソビエト連邦の天文学者、グリゴリー・ネウイミンが発見した。1921年の回帰では観測されなかったものの、1927年の回帰ではヨハネスブルグのユニオン天文台等で観測された。しかしそれ以来見失われ、何度か再発見が試みられたものの観測されていない。一度日本のアマチュア天文家、小島信久により1970年にネウイミン第2彗星らしき彗星が発見されたが、のちに新発見の短周期彗星であると判明し、小島彗星と名付けられた。これまでに17回の回帰で見失われており、存在していた場合、次に回帰してくるのは2025年である。
ガイル彗星 (34D/Gale)
1927年にオーストラリアのアマチュア天文家、ウォルター・フレデリック・ゲイルが発見した。公転周期が約11年で、1938年に回帰が確認された。しかし、1949年の回帰では観測されず、これを含めてこれまでに7回の回帰で見失われている。存在していた場合、次に回帰してくるのは2026年である。
コホーテク彗星 (75D/Kohoutek)
1975年にチェコの天文学者、ルボシュ・コホーテクが発見した。1980年には観測に適していない状況にも関わらず18等で観測された。1987年の回帰では翌年1月中旬に地球に最接近したため13等まで明るくなった。しかし、続く1994年、2001年、2007年、2014年、2021年の5回の回帰でも観測されなかった。存在していた場合、次に回帰してくるのは2027年である。
ラッセル第1彗星 (83D/Russell)
1979年にオーストラリアの天文学者、Kenneth S. Russellが発見した。1985年に一度回帰したものの1991年と1998年は観測に不向きで、結果として観測されなかった。しかし、2006年は比較的観測できる状態であったのにもかかわらず観測されず、続く2013年、2021年の回帰でも見失われた。存在していた場合、次に回帰してくるのは2028年である。
ヘルフェンツリーダー彗星 (D/1766 G1、Helfenzrieder)
1766年にドイツの天文学者、Johann Evangelist Helfenzrieder（ドイツ語版）が発見した。見かけの等級が4、5等の肉眼で見える彗星で、尾は4度角ほど伸びていたという。1784年時点でこの彗星の軌道は放物線軌道だと考えられていたが、1821年にドイツの天文学者、Johann Karl Burckhardt（英語版）によって公転周期約5年の短周期彗星であると提唱された。この彗星が周期彗星であるとするならばこれまでに58回の回帰で観測されていないことになり、存在していた場合、次に回帰してくるのは2026年である。
レクセル彗星 (D/1770 L1、Lexell)
1770年にフランスの天文学者、シャルル・メシエが発見した。同年7月1日に地球に0.0146 auまで接近し、見かけの等級は-2等とシリウスよりも明るくなった。1770年には初めてフランスの天文学者、アレクサンドル・パングレにより放物線軌道が求められたがスウェーデンの天文学者、Erik Prosperin（英語版）により楕円軌道の可能性が示唆された。その後、ロシアの天文学者、アンダース・レクセルにより周期5.6年と求められた。周期は求められたものの1776年の回帰では観測されていない。次に回帰してくるさなか、レクセル彗星は木星に0.0016 auも接近し、重力の影響を受けて摂動し、近日点距離は0.67 auから5.2 auにまで上昇した。摂動も考慮すると1984年に回帰する予定であったが観測されていない。存在していた場合、次に回帰してくるのは2184年である。また、決定的ではないが2018年に中国の天文学者、叶泉志らにより公表された論文によると小惑星(529668) 2010 JL33がレクセル彗星である可能性があるという。偶然軌道要素が類似していた可能性も0.8 %あり、非重力効果も考える必要があることから同定はかなり困難である。
バーナード第1彗星 (D/1884 O1、Barnard)
1884年にアメリカの天文学者、エドワード・エマーソン・バーナードが発見した。7月中旬に発見されてから8月中旬に8 - 8.5等になり、9月中旬には8等を超えた。その後、11月下旬に差し掛かったときが最後の観測であった。1890年は観測に不向きな状況で、結果として観測されなかったものの、1895年は観測に適しているのに見つからなかった。これまでに25回の回帰で見失われており、存在していた場合、次に回帰してくるのは2025年である。
ブルックス第1彗星 (D/1886 K1、Brooks)
1886年にアメリカの天文学者、ウィリアム・ロバート・ブルックスが発見した。当初は放物線軌道が求められたがのちに楕円軌道が考案され、発見前後は9年周期や6年周期が考えられたが現在は約5.4年周期と分かっている。1886年の観測以降では観測されておらず、これまでに25回の回帰で見失われており、存在していた場合、次に回帰してくるのは2025年である。
デニング彗星 (D/1894 F1、Denning)
1894年にイギリスの天文学者、ウィリアム・デニングが発見した。公転周期は様々な年数が提案されたが、最終的に約7.5年と分かった。1894年に観測されて以来観測されておらず、これまでに15回の回帰で見失われている。1895年に回帰が予測されたブローセン彗星と同一であると提唱する者もいたがハンガリーの天文学者、レオポルド・シュルホフにより異なることが示された。存在していた場合、次に回帰してくるのは2025年である。
スイフト彗星 (D/1895 Q1、Swift)
1895年にアメリカの天文学者、ルイス・スウィフトが発見した。公転周期は数々の推定を経て約7.2年と分かっている。1895年の観測以来観測されておらず、これまでに17回の回帰で見失われている。1967年にマリナー4号が45分間もの間流星群に遭遇したのは、スイフト彗星が過去に分裂して破片が流星群となったためではないかと考えられているが、1895年しか観測されておらず、軌道が不明確なことから正式には認められていない。存在していた場合、次に回帰してくるのは2026年である。
ショール彗星 (D/1918 W1、Schorr)
1918年にドイツの天文学者、リヒャルト・ショールが発見した。暗い彗星で最大でも14等程度にしかならなかった。公転周期は約6.7年と求められた。1918年の回帰以来観測されておらず、これまでに13回の回帰で見失われている。存在していた場合、次に回帰してくるのは2024年である。
ハリントン・ウィルソン彗星 (D/1952 B1、Harrington-Wilson)
1952年に2人のアメリカの天文学者、Robert George Harrington（英語版）とアルバート・ウィルソンが発見した。15等よりも暗く、1月30日に発見されてから4月19日までしか観測されなかった。1916年以来見失われたテイラー彗星の可能性も考えられたが、それを決定づけることはできなかった。実際にテイラー彗星は1977年の回帰で再発見され、1952年には回帰していない。ハリントン・ウィルソン彗星は公転周期約6.4年と求められたが、1952年以来観測されていない。これまでに10回の回帰で観測されておらず、存在していた場合、次に回帰してくるのは2022年である。
スキッフ・香西彗星 (D/1977 C1、Skiff-Kosai)
1986年にアメリカの天文学者、Brian A. Skiff（英語版）がチャールズ・トーマス・コワルが1977年に撮影した写真上から発見した。また、香西洋樹と古川麒一郎が発見した小惑星1977 DV3と同じことが確認された。合計1か月しか観測されておらず、1977年の回帰以降は観測されていない。これまでに6回の回帰で見失われ、存在していた場合、次に回帰してくるのは2029年である。
羽根田・カンポス彗星 (D/1978 R1、Haneda-Campos)
1978年に日本の天文学者、羽根田利夫が発見し、同日の少し後に南アフリカの天文学者、José Alberto da Silva Campos（イタリア語版）も発見した。公転周期は6年程度だが、1978年の回帰以来観測されていない。これまでに6回の回帰で見失われ、存在していた場合、次に回帰してくるのは2023年である。
シューメーカー・レヴィ第9彗星 (D/1993 F2、Shoemaker-Levy 9)
1993年にアメリカの天文学者、キャロライン・シューメーカー、ユージン・シューメーカー、David H. Levy（英語版）が発見した。当初は木星に0.007 auまで接近したと考えられていたが、実際は0.0008 auまで接近しており、ロッシュ限界を超えて潮汐力により分裂したことが明らかになった。分裂した核は合計21個でA、B、C...とWまで続く。さらにこれらの核は1994年7月16日から22日の間に木星に衝突し、消滅した。

## 過去に見失われていた彗星
この節では過去に見失われていたが、再発見された彗星について説明する。過去に見失われていて再発見された後に再度最近の回帰で観測されていない彗星については次の節で述べる。
テンペル第1彗星 (9P/Tempel)

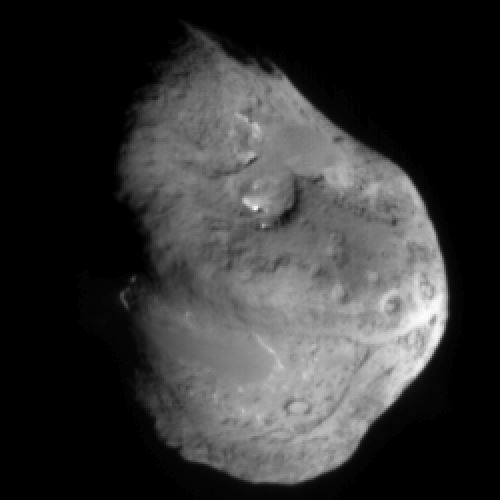
ディープ・インパクトの衝突体に搭載されたカメラで撮影されたテンペル第1彗星。

1867年にフランスの天文学者、エルンスト・テンペルが発見した。1867年の回帰以降、1873年は1867年に比べるとやや観測に適してはいなかったものの良好な状況で観測され、1879年は1873年と同程度ぐらいで観測された。しかし、1881年にテンペル第1彗星が木星に接近したことで重力の影響を受けて摂動し、軌道が変化したことで薄暗くなってしまった。その結果、1885年の回帰で観測されず、続く1898年、1905年も観測に失敗した。そのまま見失われた状態は続き、1941年と1953年には再度木星に接近したが逆に近日点距離は減少し、1972年には観測に適した状況になることが判明した。それより1周期前の1967年の回帰は都合の悪い状況だったが、アメリカの天文学者、エリザベス・レーマーがそれらしき天体を再発見した。1972年の観測でテンペル第1彗星が完全に再発見されると1967年にレーマーが観測した天体もテンペル第1彗星であったことも証明された。
テンペル・スイフト・LINEAR彗星 (11P/Tempel-Swift-LINEAR)
1869年にフランスの天文学者、エルンスト・テンペルが発見した。発見当初は周期彗星であるとは考えられていたもののその周期を計算できず、その結果1875年は観測されなかった。1880年にルイス・スウィフトの発見した彗星が偶然テンペルの発見した彗星と分かり、状況が観測に適していない1886年、1897年、1903年の回帰は観測されなかったが、1891年の回帰はアメリカの天文学者、エドワード・エマーソン・バーナードが、1908年の回帰はフランスの天文学者、Stéphane Javelle（英語版）が確認した。それ以来、14回の回帰で見失われていたが、リンカーン地球近傍小惑星探査(LINEAR)が2001年に発見した周期彗星がアメリカの天文学者、Carl W. Hergenrother（英語版）と日本のアマチュア天文家、村岡健治により関連性が示され、日本の天文学者、中野主一により同定された。
ホームズ彗星 (17P/Holmes)

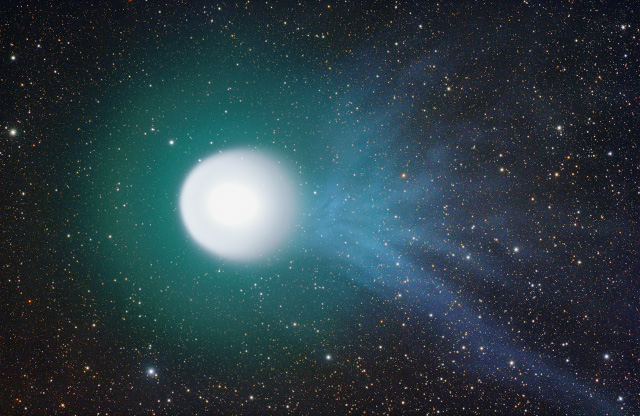
2007年に大増光したホームズ彗星。中央集光がかなり強く、尾も長く伸びている。

1892年にイギリスの天文学者、Edwin Holmes（英語版）が発見した。次の1899年の回帰はアメリカの天文学者、チャールズ・パーラインが、1906年の回帰はドイツの天文学者、マックス・ヴォルフが確認した。しかし、それ以来見失われてしまい、7回の回帰で観測されなかった。1963年にブライアン・マースデンによってホームズ彗星が木星によって摂動して公転周期と近日点距離が大きくなったことが明らかになった。その翌年にエリザベス・レーマーが19等程度で写ったホームズ彗星を確認して再発見となった。ホームズ彗星は2007年に約40万倍も明るくなったことで有名である。
タットル・ジャコビニ・クレサーク彗星 (41P/Tuttle-Giacobini-Kresak)
1858年にアメリカの天文学者、ホレース・タットルが発見した。ただ、この彗星は長い間観測されず、次に観測されたのは1907年にフランスの天文学者、ミシェル・ジャコビニが再発見したときであった。再発見後数年間はタットルの発見した彗星とジャコビニが発見した彗星の同一性には誰も気付かなかった。初めて気づいたのはイギリスの天文学者、アンドリュー・クロンメリンで1928年のことであったが計算上は確認できても観測できなかった。最終的に1951年の回帰でスロバキアの天文学者、Ľubor Kresák（英語版）が再再発見し、軌道の計算により同一性が確かめられた。再再発見後も度々この彗星は見つからないことがあり、1956年、1967年、1984年、2011年の回帰では観測されていない。
ヴォルフ・ハリントン彗星 (43P/Wolf-Harrington)
1924年にドイツの天文学者、マックス・ヴォルフが発見した。1932年の回帰は観測に不向きであることが分かっていた上に1936年にこの彗星は木星に接近したため、軌道は正確には不明な状態になっていた。その後、1939年、1945年の回帰が観測されないまま1951年になるとRobert George Harrington（英語版）がヴォルフの発見した彗星らしき天体を再発見したが、軌道の曖昧さから反対意見も出ていた。次の1957年の回帰になってようやく同一性が示され、無事に再発見となった。
デヴィコ・スイフト・NEAT彗星 (54P/de Vico-Swift-NEAT)
1844年にイタリアの天文学者、フランチェスコ・デ・ヴィコが発見した。1844年に回帰したときは偶然地球に0.19 auも接近していたため観測された。その後は1858年の回帰でやや地球に接近したが観測されず、50年間程度見失われた。1894年になってアメリカの天文学者、エドワード・スイフトが再発見したが、また70年ほど見失われた。デ・ヴィコとスイフトがそれぞれ発見した彗星の同一性はまだ確定していなかったのでブライアン・マースデンが1963年に軌道を計算したところ、同一性を示した上に1965年に良好な状況で回帰することを明らかにした。そしてアメリカの天文学者、アーノルド・クレモラが再再発見に成功した。しかし、2度も見失われたにも関わらず、木星の重力の影響で摂動したためまた見失われた。2002年の回帰になってようやく地球近傍小惑星追跡(NEAT)によって検出された。そのときの見かけの等級は19等程度とかなり暗く、尾の長さも20秒角程度だった。
テンペル・タットル彗星 (55P/Tempel-Tuttle)
1865年12月にフランスの天文学者、エルンスト・テンペルが発見した。1866年1月には個別にアメリカの天文学者、ホレース・タットルも発見した。この彗星は周期が約33年と短周期彗星の中では比較的長いハレー型彗星で、1865年の観測以降2度見失われたため約100年間観測されていない状態であった。そして1965年に回帰してくるときに南アフリカの天文学者、Michiel John Mike Besterが再発見した。その次の1998年の回帰でも観測された。
ジャクソン・ネウイミン彗星 (58P/Jackson-Neujmin)
1936年に南アフリカの天文学者、シリル・ジャクソンが発見した。その翌日にはソビエト連邦の天文学者、グリゴリー・ネウイミンも個別に発見した。続く1945年、1953年、1962年の回帰では観測されず、見失われた。1970年にはチャールズ・トーマス・コワルが観測して再発見した。2004年と2012年の回帰では再度見失われていたが2020年には無事再再発見された。
スイフト・ゲーレルス彗星 (64P/Swift-Gehrels)
1889年にアメリカの天文学者、ルイス・スウィフトが発見した。周期は約9年であったが1889年以来観測されず、8回の回帰で見失われた。そして1973年、アメリカの天文学者、トム・ゲーレルスにより発見された。
テイラー彗星 (69P/Taylor)
1915年に南アフリカの天文学者、Clement Jennings Taylorが発見した。発見時の回帰のときには既に公転周期6.4年程度の周期彗星として知られていたがその回帰以来見失われた。1928年にラインムート第1彗星、1951年にアラン・リゴー彗星、1954年にハリントン・ウィルソン彗星 (D/1952 B1)との同一性が疑われたがどれも否定された。1916年の回帰以来8回の回帰で見失われ、1977年の回帰でついにアメリカの天文学者、チャールズ・トーマス・コワルが再発見した。
デニング・藤川彗星 (72P/Denning-Fujikawa)
1881年にイギリスの天文学者、ウィリアム・デニングが発見した。公転周期は約9年と分かったが、1881年の回帰以来観測されず、約90年間見失われた。そして1978年に日本のアマチュア天文家、藤川繁久によって偶然発見され、ブライアン・マースデンによって2つの彗星の同一性が示された。1978年の回帰以後、この彗星は再び見失われたが、2014年に日本のアマチュア天文家、佐藤英貴により再再発見された。

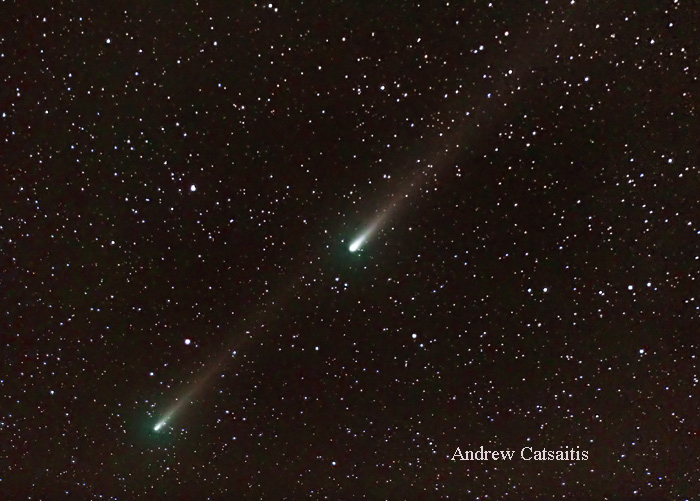
分裂後のシュワスマン・ワハマン第3彗星。2つの核がよく見える。

シュワスマン・ワハマン第3彗星 (73P/Schwassmann-Wachmann)
1930年にドイツの天文学者、アルノルト・シュヴァスマンとアルノ・ヴァハマンが発見した。公転周期5.4年程度の周期彗星と分かったが1935年の回帰では観測されず、それ以来見失われていた。1973年に行われた軌道計算により1979年の回帰が観測にかなり都合の良い状況であると分かり、オーストラリアの天文学者らにより再発見された。1985年の回帰は観測されていないが、1990年以降は観測されている。
ドゥトイト・ハートレー彗星 (79P/du Toit-Hartley)
1945年にダニエル・デュトワが発見した。1945年の回帰以降は数十年間観測されず、1982年になってやっとオーストラリアの天文学者、マルコム・ハートレーにより再発見された。1982年に次ぐ1992年、1997年の回帰では再び観測されない状態が続いたが、ウルグアイのLos Molinos天文台（英語版）で検出された。
ピーターズ・ハートレー彗星 (80P/Peters-Hartley)
1846年にイタリアの天文学者、クリスチャン・H・F・ピーターズが発見した。公転周期は約8年で1846年以来見失われ、計16回の回帰で見失われた。そして100年以上後の1982年にオーストラリアの天文学者、マルコム・ハートレーにより偶然発見された。
メトカーフ・ブルーイントン彗星 (97P/Metcalf-Brewington)
1906年にアメリカの天文学者、ジョエル・ヘイスティングス・メトカーフが発見した。1915年、1922年に次の回帰が予測されていたがいずれの時も見つからず、発見時の回帰以来見失われてしまった。1983年にはメトカーフの発見した彗星と思しき天体がオーストラリアの天文学者、Jeff JohnstonとMichael Philip Candyにより観測されたが、単に写真乾板の不具合によるものだと分かった。1991年にはHoward J. Brewington（英語版）がこの彗星を発見した。同日にWilliam A. Bradfield（英語版）も同じ彗星を個別に発見していたが、Brewingtonの発見が公表された後であり、命名されなかった。
ウィルソン・ハリントン彗星 (107P/Wilson-Harrington)
1949年にアメリカの天文学者、アルバート・ウィルソンとRobert George Harrington（英語版）が発見した。1949年の回帰だけでは軌道も曖昧にしか計算できず、それ以来見失われていた。1979年にこの彗星は小惑星1979 VAとして発見されたがその当時はウィルソン・ハリントン彗星とは同定されていなかった。そして1992年にエドワード・ボーエルが1949年に出現した尾を示す天体との関連性を指摘し、同定された。
シューメーカー・レヴィ第8彗星 (135P/Shoemaker-Levy)
1992年にアメリカの天文学者、キャロライン・シューメーカー、ユージン・シューメーカー、David H. Levy（英語版）が発見した。公転周期は約7.5年と分かり、1999年の回帰でも前年にCarl W. Hergenrotherが確認した。しかし、続く2007年、2014年の回帰では観測されなかった。2022年の回帰では2020年にスペインのTacande天文台でKevin Hillsにより確認された。
ヴァイサラ・オテルマ彗星 (139P/Väisälä-Oterma)
1939年にフィンランドの天文学者、ユルィヨ・バイサラが発見した。最初は小惑星1939 TNとして発見されたがバイサラはリイシ・オテルマとともに観測を行い、オテルマの計算により彗星である可能性が疑われた。しかし、1939年の回帰以来は見失われていた。そして1998年にリンカーン地球近傍小惑星探査(LINEAR)が発見した小惑星1998 WG22と同定された。
アンダーソン・LINEAR彗星 (148P/Anderson-LINEAR)
1967年にアメリカのJean H. Andersonがウィレム・ヤコブ・ルイテンが1963年に撮影した写真乾板上から発見した。軌道はかなり不明瞭で、発見当初は5.5年と推測されたが、それ以来観測されていなかった。そして2000年にLINEARが小惑星として発見した天体2000 SO253が彗星活動を示すことが明らかになった約1か月後、日本の天文学者、中野主一によりAndersonの発見した彗星と同定された。その後の観測から公転周期は発見時が約8年、2022年現在が約7年と分かっている。
トリトン彗星 (157P/Tritton)
1978年にイギリスの天文学者、Keith Tritton（英語版）が発見した。1984年、1990年、1996年から1997年の回帰が予測されたがいずれの時にも観測されず見失われていた。そのため、まだ見失われていた段階では見失われたことを示す符号Dを付けてD/1978 C2という仮符号が与えられていた。そして2003年にアメリカの天文学者、Charles W. Juelsの発見した天体がドイツの天文学者、Sebastian Florian HönigによりTrittonの発見した天体との関連性が示され、同定された。
ピゴット・LINEAR・コワルスキー彗星 (226P/Pigott-LINEAR-Kowalski)
1783年にイギリスのアマチュア天文家、エドワード・ピゴットが発見した。しかし、1783年以来観測されておらず、200年以上もの間見失われていた。2003年にはLINEARでこの彗星らしき彗星P/2003 A1が発見されたが、当時はまだ同定することができなかった。そして、2009年にリチャード・コワルスキーにより発見された彗星P/2009 R2がP/2003 A1と同定され、すぐに1783年の彗星とも同定された。
ファンハウテン・レモン彗星 (271P/van Houten–Lemmon)
1966年にコルネーリス・ファン・ハウテン、イングリット・ファン・ハウテン＝フルーネフェルト夫妻が1960年にトム・ゲーレルスが撮影した写真乾板上から発見した。公転周期は約15.6年と求められていたが、続く1977年、1995年の回帰では見失われた。そして2012年にレモン山サーベイで発見された小惑星2012 TB36が彗星活動を示すことが明らかになり、ドイツのアマチュア天文家、Maik Meyerが関連性を示し、同定された。
トンボー・テナグラ彗星 (274P/Tombaugh-Tenagra)
1932年に前年の写真乾板上からクライド・トンボーが発見した。発見当初は小惑星1931 ANとして登録されたが、発見者のトンボーは放物線軌道の彗星としていた。そして1931年以来この彗星は観測されていなかった。2012年にテナグラ天文台で発見された小惑星2012 WX32が彗星だと分かったのち、LINEARで2003年に発見された小惑星2003 WZ141との同一性が示され、さらにその軌道から1931 ANとの同一性も示された。
ブランペイン彗星 (289P/Blanpain)
1819年にフランスの天文学者、Jean-Jacques Blanpain（フランス語版）が発見した。公転周期5.1年の周期彗星と明らかになったが1819年の回帰以来観測されず、見失われていた。2003年にはカタリナ・スカイサーベイの天文学者らにより発見された小惑星2003 WY25との同一性がイタリアの天文学者、Marco Micheliにより示唆された。そして2009年の回帰では観測されなかったが、2014年の回帰でPan-STARRSで観測されて同定された。
以下の表では過去に見失わていた彗星に加えて周期彗星のうち、観測されない回帰があった彗星を一覧する。ここでも最近の回帰で観測されていない彗星については次の節で述べる。
| 番号 | 名称                                       | 発見の回帰年 | 観測されなかった回帰年 | 観測された回帰回数 | 出典 |
| ---- | ------------------------------------------ | ------------ | --- | ------------------ | ---- |
| 2P   | エンケ彗星                                 | 1819年       | 1944年 | 61                 |      |
| 4P   | フェイ彗星                                 | 1843年       | 1903年、1918年 | 25                 |      |
| 6P   | ダレスト彗星                               | 1851年       | 1864年、1884年、1904年、1917年、1930年、1937年、1957年 | 20                 |      |
| 7P   | ポンス・ヴィネッケ彗星                     | 1858年       | 1863年、1880年、1904年、1957年 | 24                 |      |
| 8P   | タットル彗星                               | 1858年       | 1953年 | 12                 |      |
| 9P   | テンペル第1彗星                            | 1867年       | 1885年、1892年、1898年、1905年、1911年、1918年、1924年、1931年、1937年、1944年、1950年、1955年、1961年 | 14                 |      |
| 10P  | テンペル第2彗星                            | 1873年       | 1883年、1889年、1910年、1935年、1941年 | 24                 |      |
| 11P  | テンペル・スイフト・LINEAR彗星             | 1869年       | 1875年、1886年、1897年、1903年、1914年、1920年、1926年、1932年、1938年、1944年、1950年、1957年、1963年、1970年、1976年、1982年、1989年、1995年、2008年 | 7                  |      |
| 14P  | ヴォルフ彗星                               | 1884年       | 1905年 | 17                 |      |
| 15P  | フィンレー彗星                             | 1886年       | 1900年、1913年、1933年、1940年、1947年 | 16                 |      |
| 16P  | ブルックス第2彗星                          | 1889年       | 1918年、1967年 | 18                 |      |
| 17P  | ホームズ彗星                               | 1892年       | 1913年、1920年、1928年、1935年、1942年、1950年、1957年 | 12                 |      |
| 19P  | ボレリー彗星                               | 1905年       | 1939年、1946年 | 16                 |      |
| 21P  | ジャコビニ・ツィナー彗星                   | 1900年       | 1907年、1920年、1953年 | 16                 |      |
| 22P  | コプフ彗星                                 | 1906年       | 1912年 | 18                 |      |
| 24P  | ショーマス彗星                             | 1911年       | 1935年、1968年、2009年 | 11                 |      |
| 26P  | グリッグ・シェレルップ彗星                 | 1922年       | 2002年 | 20                 |      |
| 27P  | クロンメリン彗星                           | 1873年       | 1901年 | 5                  |      |
| 30P  | ラインムート第1彗星                        | 1928年       | 1942年 | 12                 |      |
| 33P  | ダニエル彗星                               | 1909年       | 1916年、1923年、1930年、1957年、1971年 | 11                 |      |
| 37P  | フォーブズ彗星                             | 1929年       | 1935年、1955年、1967年 | 12                 |      |
| 38P  | ステファン・オテルマ彗星                   | 1867年       | 1904年 | 4                  |      |
| 39P  | オテルマ彗星                               | 1942年       | 1983年 | 5                  |      |
| 41P  | タットル・ジャコビニ・クレサーク彗星       | 1858年       | 1863年、1869年、1874年、1879年、1885年、1890年、1890年、1901年、1912年、1918年、1924年、1929年、1934年、1940年、1945年、1956年、1967年、1984年、2011年 | 11                 |      |
| 42P  | ネウイミン第3彗星                          | 1929年       | 1940年、1961年、1982年 | 6                  |      |
| 43P  | ヴォルフ・ハリントン彗星                   | 1924年       | 1932年、1939年、1945年 | 12                 |      |
| 45P  | 本田・ムルコス・パイドゥシャーコヴァー彗星 | 1948年       | 1959年 | 13                 |      |
| 46P  | ワータネン彗星                             | 1947年       | 1980年 | 12                 |      |
| 51P  | ハリントン彗星                             | 1953年       | 1967年、1974年 | 8                  |      |
| 54P  | デヴィコ・スイフト・NEAT彗星               | 1844年       | 1850年、1855年、1861年、1866年、1872年、1877年、1883年、1888年、1901年、1907年、1913年、1920年、1926年、1933年、1939年、1946年、1952年、1959年、1973年、1980年、1987年、1995年、2017年                                                                                                 | 5                  |      |
| 55P  | テンペル・タットル彗星                     | 1866年       | 1899年、1932年 | 3                  |      |
| 57P  | デュトワ・ネウイミン・デルポルト彗星       | 1941年       | 1947年、1952年、1958年、1964年、1977年 | 9                  |      |
| 58P  | ジャクソン・ネウイミン彗星                 | 1936年       | 1945年、1953年、1962年、2004年、2012年 | 6                  |      |
| 61P  | シャイン・シャルダハ彗星                   | 1949年       | 1957年、1964年 | 8                  |      |
| 62P  | 紫金山第1彗星                              | 1965年       | 2011年 | 8                  |      |
| 63P  | ヴィルト第1彗星                            | 1960年       | 1986年 | 4                  |      |
| 64P  | スイフト・ゲーレルス彗星                   | 1889年       | 1899年、1908年、1917年、1926年、1935年、1944年、1954年、1963年 | 7                  |      |
| 66P  | ドゥトイト彗星                             | 1944年       | 1959年、1988年 | 4                  |      |
| 69P  | テイラー彗星                               | 1916年       | 1922年、1928年、1935年、1942年、1949年、1956年、1963年、1970年 | 8                  |      |
| 72P  | デニング・藤川彗星                         | 1881年       | 1890年、1899年、1908年、1916年、1925年、1934年、1943年、1952年、1960年、1969年、1987年、1996年、2005年 | 3                  |      |
| 73P  | シュワスマン・ワハマン第3彗星              | 1930年       | 1935年、1941年、1946年、1952年、1957年、1963年、1968年、1974年、1985年 | 9                  |      |
| 76P  | ウェスト・コホーテク・池村彗星             | 1975年       | 2000年 | 7                  |      |
| 79P  | ドゥトイト・ハートレー彗星                 | 1945年       | 1950年、1955年、1961年、1966年、1971年、1977年、1992年、1997年、2018年 | 6                  |      |
| 80P  | ピーターズ・ハートレー彗星                 | 1846年       | 1854年、1862年、1870年、1877年、1885年、1893年、1901年、1909年、1917年、1925年、1933年、1941年、1950年、1958年、1966年、1974年、2006年 | 5                  |      |
| 97P  | メトカーフ・ブルーイントン彗星             | 1906年       | 1914年、1922年、1929年、1937年、1945年、1952年、1960年、1967年、1975年、1983年 | 5                  |      |
| 104P | コワル第2彗星                              | 1979年       | 1985年、2010年 | 6                  |      |
| 106P | シュスター彗星                             | 1978年       | 1985年 | 6                  |      |
| 107P | ウィルソン・ハリントン彗星                 | 1949年       | 1954年、1958年、1962年、1966年、1971年、1985年 | 12                 |      |
| 113P | シュピターラー彗星                         | 1890年       | 1897年、1903年、1910年、1917年、1924年、1931年、1938年、1944年、1951年、1958年、1965年、1972年、1979年 | 7                  |      |
| 122P | デヴィコ彗星                               | 1846年       | 1922年 | 2                  |      |
| 135P | シューメーカー・レヴィ第8彗星              | 1992年       | 2007年、2014年 | 3                  |      |
| 139P | ヴァイサラ・オテルマ彗星                   | 1939年       | 1949年、1959年、1968年、1978年、1988年 | 4                  |      |
| 140P | ボーエル・スキッフ彗星                     | 1983年       | 2015年 | 2                  |      |
| 141P | マックホルツ第2彗星                        | 1994年       | 2010年 | 5                  |      |
| 143P | コワル・ムルコス彗星                       | 1984年       | 1991年 | 4                  |      |
| 146P | シューメーカー・LINEAR彗星                 | 1984年       | 1992年 | 4                  |      |
| 147P | 串田・村松彗星                             | 1993年       | 2016年 | 3                  |      |
| 148P | アンダーソン・LINEAR彗星                   | 1963年       | 1971年、1979年、1987年 | 6                  |      |
| 157P | トリトン彗星                               | 1977年       | 1984年、1990年、1997年 | 5                  |      |
| 168P | ハーゲンローザー彗星                       | 1998年       | 2019年 | 3                  |      |
| 181P | シューメーカー・レヴィ第6彗星              | 1991年       | 1999年 | 3                  |      |
| 182P | LONEOS彗星                                 | 2002年       | 2017年 | 3                  |      |
| 184P | ロバッシュ第2彗星                          | 1986年       | 1993年、2000年 | 4                  |      |
| 197P | LINEAR彗星                                 | 2003年       | 2018年 | 3                  |      |
| 205P | ジャコビニ彗星                             | 1896年       | 1903年、1910年、1916年、1923年、1929年、1936年、1942年、1949年、1955年、1962年、1969年、1975年、1982年、1988年、1995年、2002年 | 4                  |      |
| 207P | NEAT彗星                                   | 2001年       | 2016年 | 2                  |      |
| 214P | LINEAR彗星                                 | 2002年       | 2015年 | 2                  |      |
| 224P | LINEAR・NEAT彗星                           | 2003年       | 2016年 | 2                  |      |
| 226P | ピゴット・LINEAR・コワルスキー彗星         | 1783年       | 1790年、1796年、1803年、1810年、1816年、1823年、1829年、1836年、1843年、1849年、1856年、1862年、1869年、1876年、1882年、1889年、1896年、1902年、1909年、1915年、1922年、1928年、1935年、1941年、1948年、1955年、1961年、1968年、1974年、1981年、1988年                                 | 5                  |      |
| 233P | ラサグラ彗星                               | 2010年       | 2015年 | 2                  |      |
| 252P | LINEAR彗星                                 | 2000年       | 2005年 | 4                  |      |
| 255P | レヴィ彗星                                 | 2006年       | 2017年 | 2                  |      |
| 265P | LINEAR彗星                                 | 2003年       | 2021年 | 2                  |      |
| 271P | ファンハウテン・レモン彗星                 | 1961年       | 1977年、1995年 | 2                  |      |
| 274P | トンボー・テナグラ彗星                     | 1931年       | 1940年、1949年、1958年、1967年、1976年、1985年、1995年 | 4                  |      |
| 289P | ブランペイン彗星                           | 1819年       | 1825年、1830年、1835年、1840年、1845年、1850年、1856年、1861年、1866年、1872年、1877年、1882年、1887年、1893年、1898年、1903年、1909年、1914年、1919年、1925年、1930年、1935年、1940年、1946年、1951年、1956年、1962年、1967年、1972年、1977年、1982年、1987年、1993年、1998年、2009年 | 4                  |      |
| 297P | ビショア彗星                               | 2008年       | 2021年 | 2                  |      |
| 298P | クリステンセン彗星                         | 2007年       | 2020年 | 2                  |      |
| 306P | LINEAR彗星                                 | 2003年       | 2009年、2020年 | 2                  |      |
| 312P | NEAT彗星                                   | 2001年       | 2007年 | 3                  |      |
| 320P | マックノート彗星                           | 2004年       | 2010年、2021年 | 2                  |      |
| 322P | SOHO彗星                                   | 1999年       | 2019年 | 5                  |      |
| 327P | ファン・ネス彗星                           | 2002年       | 2009年 | 2                  |      |
| 328P | LONEOS・タッカー彗星                       | 1998年       | 2007年 | 2                  |      |
| 342P | SOHO彗星                                   | 2000年       | 2021年 | 4                  |      |
| 354P | LINEAR彗星                                 | 2009年       | 2020年 | 3                  |      |
| 355P | LINEAR・NEAT彗星                           | 2004年       | 2011年 | 2                  |      |
| 366P | スペースウォッチ彗星                       | 2005年       | 2012年 | 2                  |      |
| 379P | スペースウォッチ彗星                       | 2006年       | 2012年 | 2                  |      |
| 383P | クリステンセン彗星                         | 2006年       | 2013年 | 2                  |      |
| 398P | ボアッティーニ彗星                         | 2009年       | 2015年 | 2                  |      |
| 406P | ギブス彗星                                 | 2007年       | 2014年 | 2                  |      |
| 430P | スコッティ彗星                             | 2010年       | 2016年 | 2                  |      |
| 439P | LINEAR彗星                                 | 2009年       | 2015年 | 2                  |      |

## 最近観測されていない彗星
この節では最近の回帰で連続して観測されていない彗星について説明する。
ボーティン彗星 (85P/Boethin)
1975年にフィリピンの天文学者、Leo Boethinが発見した。発見の次の回帰にあたる1986年の回帰では8等程度にまで達したが、それ以来観測されていない。観測されていないため、NASAが2008年に予定していたEPOXI計画でのボーティン彗星探査は中止された。2017年にはMinor Planet Centerの発行する小惑星回報上で番号が85Pから85Dに変わりつつあることが公表された。存在していた場合、次に回帰してくるのは2031年である。
バーナード・ボアッティーニ彗星 (206P/Barnard-Boattini)
1892年にアメリカの天文学者、エドワード・エマーソン・バーナードが発見した。公転周期は約6.5年と求められたが1892年の観測以来100年以上もの間見失われてしまった。そして、2008年になってついにイタリアの天文学者、アンドレア・ボアッティーニがこの彗星を再発見した。しかし、2009年初頭にニュージーランドのマウントジョン天文台で観測されて以来観測されておらず、2022年現在、10年以上見失われている。
SOHO彗星 (321P/SOHO)
2008年にSOHOの撮影した画像上でRainer Krachtが発見した。彼は彗星C/2001 D1とC/2004 X7がこの彗星と同一である可能性を示し、ブライアン・マースデンにより同定された。さらに翌年には彗星C/1997 J6との同一性も示された。2015年にはMPC93764と93765で2012年に観測されたデータが公開された。しかし、2022年現在、それ以降のデータは存在していない。